# Antonio Agliardi
Antonio Agliardi (Cologno al Serio, 4 de setembro de 1832 — Roma, 19 de março de 1915) foi um cardeal italiano da Igreja Católica, arcebispo, e diplomata papal.

## Biografia
Agliardi nasceu em Cologno al Serio, onde é atualmente a província de Bérgamo.
Estudou Teologia e Direito canônico, e depois de servir como pároco em sua diocese nativa por doze anos, foi enviado pelo papa para o Canadá como capelão do bispo. Em seu retorno, foi nomeado secretário da Congregação para a Evangelização dos Povos.
Em 1884, foi nomeado, pelo Papa Leão XIII, Arcebispo da Cesareia in partibus e enviado para a Índia como delegado apostólico para reportar sobre a criação da hierarquia lá.
Em 1887 visitou novamente a Índia, para firmar os termos da concordata combinado com Portugal. No mesmo ano foi nomeado secretário da Congregação super negotiis ecclesiae extraordinariis. Em 1889 tornou-se núncio apostólico na Baviera em Munique, e em 1892, em Viena. Deixando-se envolver nas disputas eclesiásticas que dividiu a Hungria em 1895, foi objeto de reclamação formal por parte do governo húngaro e em 1896 foi chamado de volta.
No consistório de 1896 foi elevado a cardeal-presbítero de Santi Nereo e Achilleo. Em 1899 foi nomeado cardeal-bispo de Albano. Em 1903, foi nomeado vice-chanceler da Igreja Católica, e se tornou chanceler da Chancelaria dos Breves Apostólicos na Secretaria de Estado da Santa Sé em 1908.
Morreu em Roma e foi sepultado em Bérgamo.